# Эйгес, Тамара Владимировна
Тамара Владимировна Эйгес (3 июня 1913, Рыбинск — 12 ноября 1981, Москва) — советский художник-график.

## Биография
Родилась 21 мая (по старому стилю) 1913 года в семье философа и математика Владимира Романовича Эйгеса. Внучка врача Р. М. Эйгеса и переводчицы С. И. Эйгес (Эльцин); племянница переводчицы А. Р. Эйгес, композитора К. Р. Эйгеса, математика и чеховеда А. Р. Эйгеса, педагога-методиста Н. Р. Эйгес, литературоведа И. Р. Эйгеса, художника В. Р. Эйгеса и поэтессы Е. Р. Эйгес.
С 1932 года училась в Редакционно-издательском техникуме Изогиза в Москве, с 1934 года — в Московском изоинституте у А. М. Гусятинского и Л. А. Бруни, а также в мастерской К. Н. Истомина. В 1940 году получила диплом с отличием по окончании графического факультета Московского государственного художественного института по специальности «Книжная иллюстрация, фотография и плакат» с дипломными литографиями к новеллам Проспера Мериме «Кармен», «Голубая комната» и «Матео Фальконе» (руководители дипломной работы — Н. Э. Радлов и Г. Т. Горощенко).
Работала надомницей на 4-й галантерейной фабрике, иллюстрировала лото. Участница Всесоюзной выставки молодых художников, посвящённой двадцатилетию ВЛКСМ (ГТГ, 1939). Занималась книжной иллюстрацией.
Жила в Вешняках. По утверждению живописца Николая Витинга, была самой талантливой в круге Фаворского конца 1930-х годов (известен карандашный двойной «портрет Туси Козулиной и Тамары Эйгес» работы В. А. Фаворского, 1938).

## Семья
- Двоюродная сестра — художница Ольга Вячеславовна Эйгес (с которой вместе училась в изоинституте), двоюродные братья — художник Сергей Константинович Эйгес, композитор Олег Константинович Эйгес[6].

## Публикации
- Моя ёлка: Стихи для детей / Наталья Хитрово; Худож. Т. Эйгес. — М., 1947.